# Victoria Längstadius
Victoria Längstadius, född 10 juni 1889 i Stockholm, död 22 december 1969 i Danderyd, var en svensk målare.
Hon var dotter till grosshandlaren Carl Victor Längstadius och Hulda Reijhman. Längstadius utbildade sig under resor till Nederländerna och i landskapsmålning under en kortare tid för Carl Björling. Hon medverkade i utställningar arrangerade av Föreningen Svenska Konstnärinnor och en miniatyrutställning på Gummesons konsthall. Bland hennes noterbara målningar märks porträttet av biskop Johannes Rudbeckius. Hennes konst består av stilleben, porträtt, blomsterstycken och landskapsmålningar i olja eller gouache samt miniatyrmålningar på elfenben.  